# Oberkappel
Oberkappel je městys v rakouské spolkové zemi Horní Rakousy, v okrese Rohrbach. Leží na hranicích s Německem.
K 1. lednu 2015 zde žilo 750 obyvatel.